# John Irving (navigateur)
Pour les articles homonymes, voir John Irving (homonymie).
John Irving, né le 8 février 1815 à Édimbourg et mort en 1848 dans l'Arctique, est un navigateur écossais.

## Biographie
Entré dans la Royal Navy en 1828, il la quitte en 1837 pour s'établir comme exploitant agricole près de Goulburn en Nouvelle-Galles du Sud.
En 1842, réintégrant la Navy, il fonde une base navale à Monaro et, lieutenant, effectue en 1843 une expédition dans l'Arctique durant laquelle il découvre sous un cairn les papiers de John Ross.
Il est engagé en 1847 comme lieutenant sur le Terror dans l'expédition Franklin et disparait comme l'ensemble de ses compagnons. À 30 ans, il est sélectionné parce qu'il n'est pas marié par le commandant de l'Erebus James Fitzjames et nommé troisième lieutenant du Terror le 13 mars 1845, le même jour que James Walter Fairholme (en). Il est ainsi le quatrième commandant du Terror, derrière le capitaine Francis Crozier, le premier lieutenant Edward Little et le sous-lieutenant George Henry Hodgson.

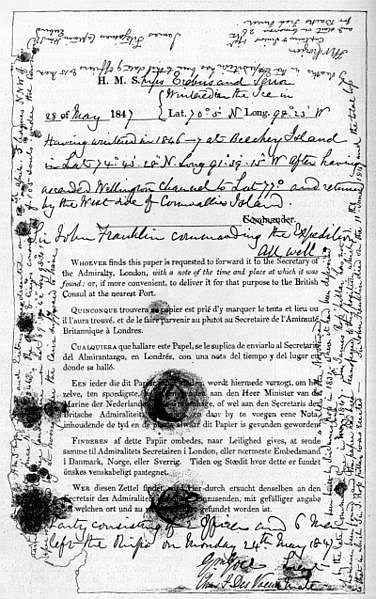
La Victory Point Note, retrouvée par John Irving en 1848 un an après avoir été déposé par Graham Gore et Charles Des Voeux. C'est la dernière communication connue des expéditions Franklin. Le nom d'Irving est mentionné par James Fitzjames dans les marges.

En avril 1848, Irving redécouvre un cairn où le lieutenant Graham Gore et le lieutenant Charles Des Voeux ont laissé un message écrit sur ordre de Franklin et Fitzjames l'année précédente. Fitzjames a ajouté un addenda au dossier, la Victory Point Note, expliquant que plusieurs officiers et hommes (dont Franklin et Gore) étaient morts et que les navires étaient abandonnés dans le but que les hommes survivants atteignent le Canada continental. Il s'agit de la dernière communication officielle connue de l'expédition Franklin.

### Tombe présumée et réinhumation
Les restes de squelette découverts par l'expédition de Frederick Schwatka en 1879 dans une tombe peu profonde du cap Jane Franklin sur la côte ouest de l'île du Roi-Guillaume ont été identifiés comme étant ceux de John Irving. L'identification des restes est basée sur le fait que la deuxième médaille mathématique d'Irving, gagnée lorsqu'il était au Royal Naval College, a été trouvée à côté de la tombe,. La tombe contenait également l'objectif en verre d'un télescope marin, les boutons dorés d'un officier et un mouchoir de soie coloré. Schwatka a récupéré les restes et les a apportés en Écosse. Le 7 janvier 1881, des funérailles publiques ont eu lieu pour Irving et les restes ont été enterrés à Dean Cemetery (en) à Édimbourg, lieu de naissance d'Irving.
David C. Woodman note que la présence de la médaille n'indique pas nécessairement que la tombe est celle d'Irving, malgré une unanimité parmi les écrivains la considérant comme telle, et suggère également que si les restes sont ceux d'Irving, leur emplacement indique un retour du détachement aux navires quelque temps après l'abandon initial et non une simple marche de la mort, interprétation également soutenue par Schwatka.
Une fourchette de table en argent à motif de violon appartenant à Irving a été obtenue des Inuits de Repulse Bay par l'explorateur écossais John Rae en 1854. Les initiales de William Wentzell, un matelot qualifié du Terror, né à Londres, ont été gravées à l'arrière et à l'avant de la fourchette.

## Hommages
- Une baie de l'Arctique ainsi qu'une île (Irving Island) près de l'île du Roi-Guillaume ont été nommée en son honneur par Francis Leopold McClintock[10]
- John Irving est mentionné par Jules Verne dans son roman Les Aventures du capitaine Hatteras (partie 1, chapitre XVII)[11].
- Son rôle est interprété par Ronan Raftery (en) dans la série télévisée The Terror (2018-2019)[12].